# Швальбе, Ойген Феликс
Ойген Феликс Швальбе (нем. Eugen Felix Schwalbe; 25 марта 1892, Гройч, Лейпциг, Саксония — 12 июня 1974, Билефельд, Северный Рейн-Вестфалия, ФРГ) — немецкий военачальник Третьго Рейха, генерал пехоты вермахта. Кавалер Рыцарского креста Железного креста (1940).

## Биография
Сын фермера. 1 апреля 1912 года поступил на службу добровольцем в Саксонскую армию. Участник Первой мировой войны. В декабре 1914 года ему было присвоено звание лейтенанта. За проявленную храбрость в сражениях был награждён Железным крестом первой и второй степени. После демобилизации армии служил в Фрайкоре, затем в рейхсвере.
В марте 1937 года стал подполковником.
С августа 1939 года — командир 461-го пехотного полка (до февраля 1941 года). Участвовал в Польской и Французской кампаниях. Получил звание полковника 1 марта 1940 года и был награждён Рыцарским крестом 13 июля 1940 года. С июля 1940 года — руководитель 3-й контрольной комиссии сухопутных войск. С 1 февраля 1941 года — командир 109-го пехотного полка. В ноябре 1941 года отправлен в резерв Верховного командования сухопутных войск.
С 27 сентября 1942 года — командир 344-й пехотной дивизии, затем, командир 719-й пехотной дивизией вермахта. 1 октября 1942 года ему было присвоено звание генерал-майора. 1 октября 1943 года — звание генерал-лейтенанта.
С апреля 1942 по 1 февраля 1945 года — командир 712-й пехотной дивизии. Одновременно 12-29 января 1944 года исполнял обязанности командира 89-го, с 30 сентября 1944 года — командир 67-го армейского корпуса. С 23 ноября по 16 декабря 1944 года — 30-го армейского корпуса. 16 декабря снова отправлен в резерв ОКГ. С 22 декабря — командир 88-го армейского корпуса.

## Награды
- Железный крест 2-го и 1-го класса
- Военный орден Святого Генриха, рыцарский крест (31 мая 1916)
- Орден Заслуг (Саксония), рыцарский крест 2-го класса с мечами (9 декабря 1917)
- Орден Альберта (Саксония), рыцарский крест 2-го класса с мечами
- Нагрудный знак «За ранение» в серебре
- Почётный крест ветерана войны с мечами
- Медаль «За выслугу лет в Вермахте» 4-го, 3-го, 2-го и 1-го класса (25 лет)
- Пряжка к Железному кресту
  - 2-го класса (5 октября 1939)
  - 1-го класса (26 мая 1940)
- Рыцарский крест Железного креста (13 июля 1940)
- Сертификат Почёта Главнокомандующего Сухопутными войсками Вермахта (№ 188; 30 июля 1941)
- Нагрудный знак «За ранение» в золоте (23 октября 1941) и в серебре (26 июня 1942)
- Крест «За военные заслуги» (Германия) 2-го и 1-го класса с мечами
- Немецкий крест
  - в серебре (30 октября 1943)
  - в золоте (7 декабря 1944)
- Нагрудный штурмовой пехотный знак